# Scandiumgruppe
| Gruppe  | 3     |
| Periode |       |
| 4       | 21 Sc |
| 5       | 39 Y  |
| 6       | 57 La |
| 7       | 89 Ac |

Zur 3. Gruppe (Scandiumgruppe) (III. Nebengruppe) im Periodensystem der Elemente gehören die Elemente Scandium (Sc), Yttrium (Y), Lanthan (La) und Actinium (Ac). Scandium und Yttrium werden zu den Leichtmetallen gezählt. Die auf das Lanthan in der 6. Periode folgenden Elemente werden als Lanthanoide, die auf Actinium in der 7. Periode folgenden als Actinoide bezeichnet.

## Vorkommen
In der Erdkruste liegen die Elemente mit einem Anteil von 5,1 · 10−4 (Sc), 2,6 · 10−3 (Y), 1,7 · 10−3 (La) und 6,1 · 10−14 (Ac) Gewichtsprozent vor.

## Eigenschaften

Die Metalle
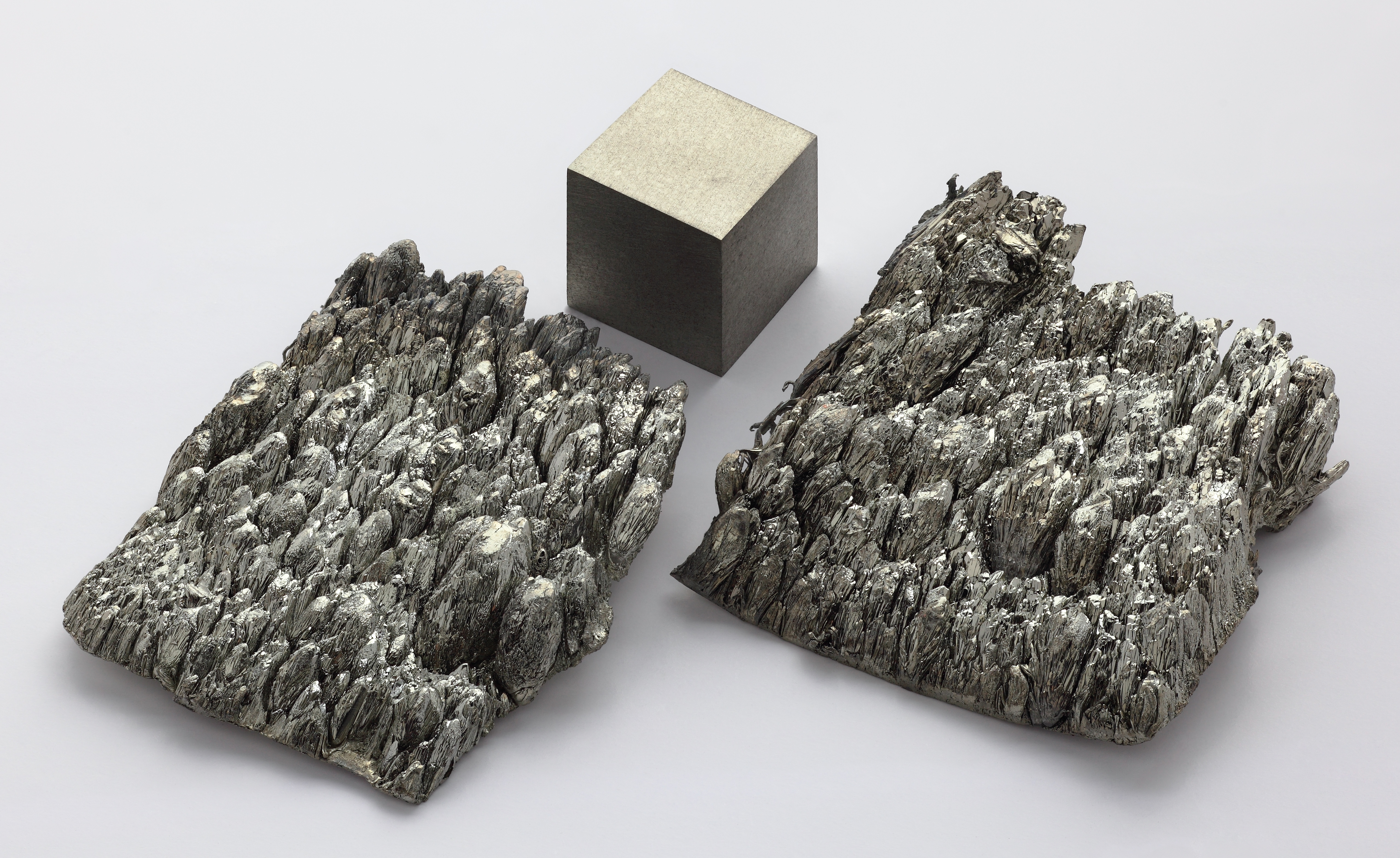
Scandium
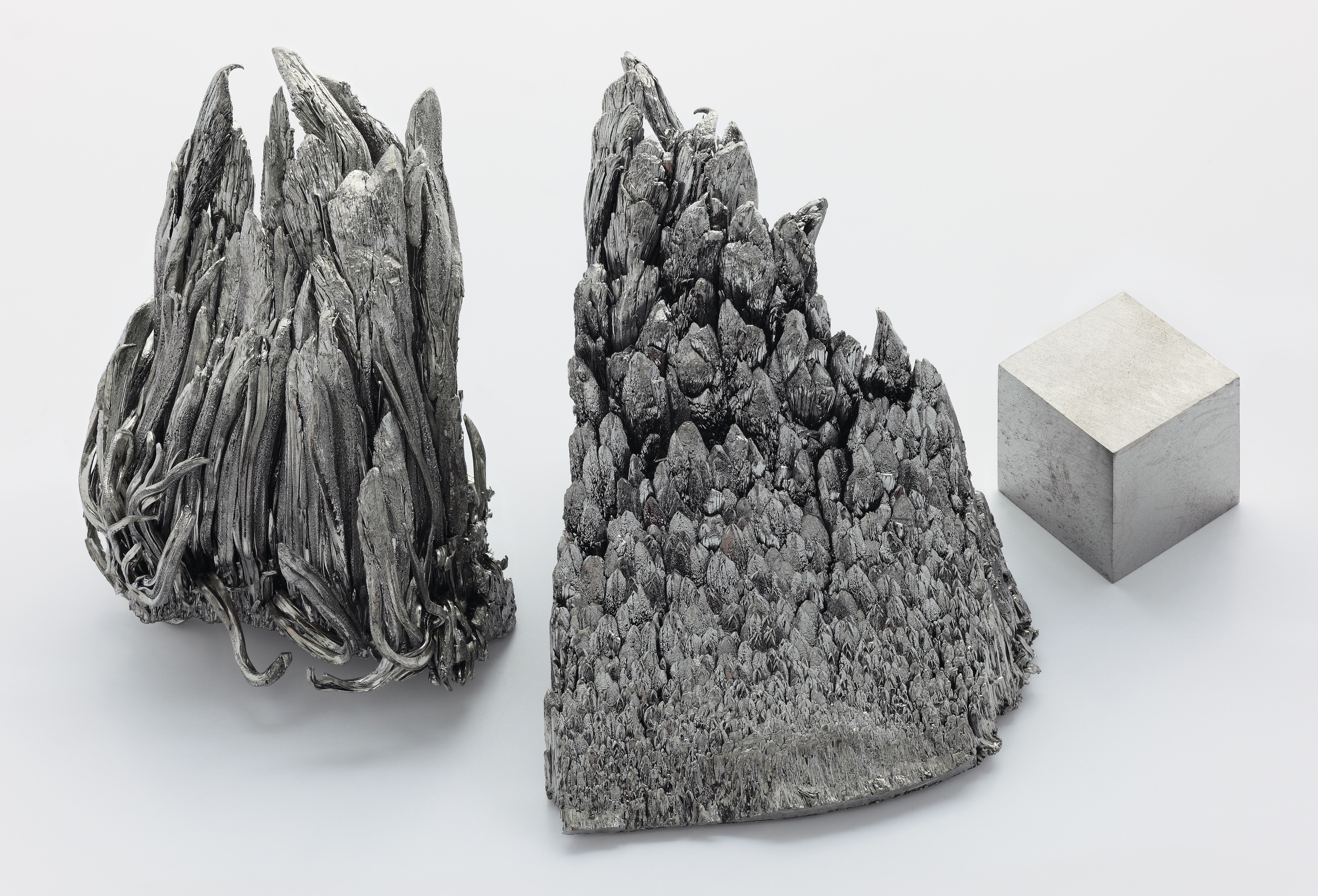
Yttrium
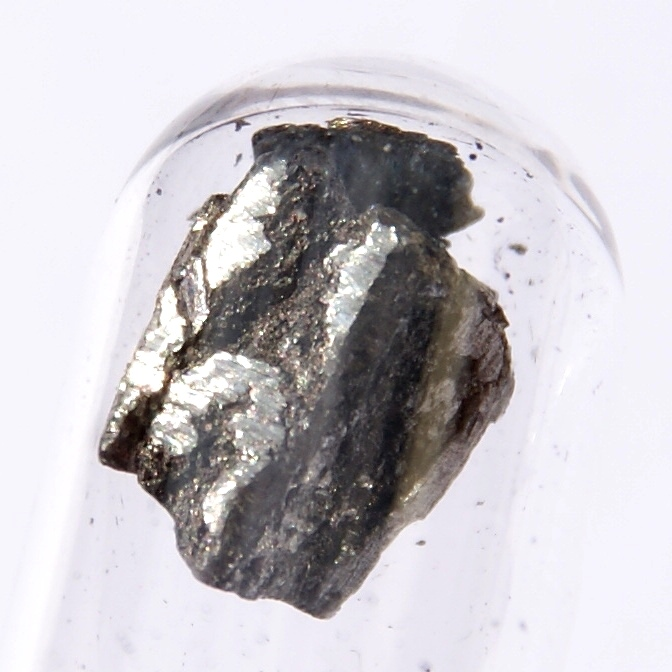
Lanthan

### Physikalische Eigenschaften
| Name         | Scandium         | Yttrium          | Lanthan          | Actinium         |
| ------------ | ---------------- | ---------------- | ---------------- | ---------------- |
| Schmelzpunkt | 1814 K (1541 °C) | 1799 K (1526 °C) | 1193 K (920 °C)  | 1323 K (1050 °C) |
| Siedepunkt   | 3103 K (2830 °C) | 3609 K (3336 °C) | 3743 K (3470 °C) | 3573 K (3300 °C) |
| Dichte       | 2,985 g·cm−3     | 4,472 g·cm−3     | 6,17 g·cm−3      | 10,07 g·cm−3     |
| Aussehen     | silbrig weiß     | silbrig weiß     | silbrig weiß     | silbrig          |
| Atomradius   | 160 pm           | 180 pm           | 195 pm           | 195 pm           |

### Chemische Eigenschaften
Die Elemente der Scandiumgruppe sind in ihren chemischen Eigenschaften den vorausgehenden Hauptgruppen-Metallen der 2. Gruppe des Periodensystems (Erdalkalimetalle) ähnlicher als die Elemente der 13. Gruppe (Erdmetalle/III. Hauptgruppe).
Den Elementen der 3. Gruppe ist gemeinsam, dass die äußere d-Schale einfach, das äußere s-Orbital zweifach besetzt ist. Deswegen liegen sie in Verbindungen, abgesehen von wenigen Ausnahmen, in der Oxidationsstufe +3 vor.
Elektrochemisch sind die Elemente der Scandiumgruppe unedler als Aluminium und edler als die Erdalkalimetalle. Der unedle Charakter nimmt mit steigender Atommasse zu.